# ایرگیزلی
ایرگیزلی (انگلیسی: Irgizly) یک شهرک در شهرستان بورزیانسکی باشقیرستان کشور روسیه است.